# Illes Kaniet
Les illes Kaniet són el grup d'illes més oriental dins les illes occidentals de l'arxipèlag de Bismarck, a Papua Nova Guinea. Està format per quatre illes i un illot. Es troba al nord-oest de les illes Hermit. També són conegudes com a "Illes Anchorite".
Fou vista per primera vegada pels europeus pel navegant espanyol Iñigo Órtiz de Retes el 19 d'agost de 1545, quan a bord de la carraca San Juan intentava tornar de Tidore cap a Nova Espanya. La va anomenar Hobres Blancos pel color de la pell dels seus habitants, que contrastava amb el de la població de Nova Guinea. El 1780 i 1800 van rebre la visita de noves expedicions espanyoles comandades respectivament per Francisco Mourelle de la Rúa i Juan Antonio de Ibargoitia.